# Salamatof
Salamatof est une ville d'Alaska (CDP) aux États-Unis, appartenant au borough de la péninsule de Kenai. Sa population était de 980 habitants en 2010.
Elle est située sur la Péninsule Kenai, sur la rive est du golfe de Cook, à l'embouchure de la rivière Salamatof, à 8,9 km de Kenai.
Les températures moyennes vont de −16 °C à −6 °C en janvier et de 8 °C à 18 °C en juillet.
La localité a été référencée pour la première fois en 1911 par l'United States Geological Survey comme étant un village Dena'ina. Actuellement, une grande partie de la population fait partie du peuple Athabaskan.
L'économie locale est diversifiée, pêche, exploitation de bois d'œuvre et du pétrole, tourisme.

## Démographie
| 1980 | 1990 | 2000 | 2010 | - | - |
| ---- | ---- | ---- | ---- | - | - |
| 334  | 999  | 954  | 980  | - | - |